# Anton Wolf (poštar)
Anton Wolf, slovenski poštni strokovnjak, * 4. junij 1868, Postojna, † 2. november 1937, Ljubljana.

## Življenje in delo
Po končani ljudski šoli, ki jo je obiskoval v rojstnem kraju in realki v Ljubljani, kjer je 1889 maturiral, se je zaposlil na ljubljanski pošti, bil tam nadkontrolor, ter nazadnje tajnik Direkcije pošte in telegrafa. Izšolal je številne poštne uradnike. Pred zlomom Avstrije (1918) je sodeloval pri tajnih načrtih za prevzem PTT ter imel velike zasluge, da je bil ob prevratu 1918 prevzem gladko in odločno izveden, enako tudi pri prevzemu in organizaciji PTT v Sloveniji v času narodne vlade v Ljubljani in ob slovenski zasedbi južne Koroške. Leta 1921 je bil poklican v Beograd, kjer je sodeloval pri sestavi pravilnikov jugoslovanske poštne uprave. Priredil je prvo slovensko poštno strokovno knjigo Pravilniki in navodila za izvrševanje poštne službe v kraljevini SHS (1928). 